# Celia Mireles Martinez
Celia Mireles Martinez, née le 17 juillet 1915 à San Antonio et morte le 22 septembre 1976 à San Antonio est une chanteuse et auteur-compositeur-interprète américaine de langue espagnole, pionnière de la Musique Tex-Mex.

## Carrière
Celia Mireles réalise trois séances d’enregistrement pour Vocalion Records, le 15 octobre 1935, le 29 août 1935 et le 30 août 1935 à San Antonio dont Flaco Jimenez pense qu'elles ont été organisées dans le sillage du succès « Mal Hombre » de Lydia Mendoza. On ne sait pas réellement pourquoi son mariage met fin à sa carrière musicale.
Selon, Carmen Muñoz, sa nièce, Celia Mireles jouait, comme Lydia Mendoza, d'une guitare 12 cordes qui avait probablement appartenu à Manuel Mendoza le frère de Lydia, lui-même musicien, et qui avait été fabriquée à San Antonio, à la fin des années 1920, par le luthier Miguel Acosta.
Les enregistrements Vocalion de Celia Mireles ont été retrouvés par Chris Strachwitz, fondateur d'Arhoolie Records, et sont conservés par la collection « Strachwitz Frontera Collection of Mexican and American Recordings » de l'Université de Californie à Los Angeles.

## Vie privée
Celia Mireles est la fille de Pantaleon Mireles and Donaciana GuerraMireles. Elle grandit dans une famille nombreuse et épouse Lino Martinez. Elle décède au Santa Rosa Medical Center à San Antonio. Celia Mireles est catholique et elle est inhumée au cimetière San Fernando Cemetery No. 2 à San Antonio.